# نقطه بی‌بازگشت (آلبوم فرانک سیناترا)
نقطه بی‌بازگشت (انگلیسی: Point of No Return) آلبومی با صدای فرانک سیناترا است که در سال ۱۹۶۲ منتشر شد.